# Canzone senza parole (raccolta)
Canzone senza parole è una raccolta di novelle scritta da Jacopo Turco, alias della scrittrice trentina Giulia Turco Turcati Lazzari e pubblicata nel 1901 dalla Società editrice Dante Alighieri, a Roma.
La raccolta contiene sei novelle, alcune delle quali pubblicate anche a sé stanti negli anni precedenti. La prima novella, "Canzone senza parole", dà il titolo alla raccolta. L'opera è pubblicata con lo pseudonimo maschile Jacopo Turco che la scrittrice usava per firmare molti suoi lavori. 
Sebbene Giulia Lazzari abbia scritto molte novelle - inedite e conservate manoscritte presso l'Archivio storico della Biblioteca comunale di Trento - questa è l'unica raccolta cha ha avuto una pubblicazione.

## La struttura
La raccolta è composta dei seguenti scritti: 
- Canzone senza parole (a pagina 3);
- Una cameriera (a pagina 75);
- Salvatrice (a pagina 123);
- La passione di Curzio Alvise (a pagina 177);
- La cura di Manuela (a pagina 263);
- Vinta (a pagina 367).

L'opera conta in totale 415 pagine. Le varie novelle hanno lunghezza, rispettivamente, di: 69 pagine; 45 pagine; 52 pagine; 84 pagine; 103 pagine; 47 pagine.

## Singole novelle
Alcune delle novelle che compongono la raccolta sono state pubblicate a sé stanti negli anni precedenti. Nello specifico, si tratta di (in ordine cronologico): 
- Canzone senza parole, pubblicata nel 1896 sulla rivista "La Vita Italiana" (Roma);
- Salvatrice, pubblicata nel 1897 sulla rivista "La Vita Italiana" (Roma);
- La cura di Manuela, pubblicata nel 1898 sulla rivista "Nuova Antologia" (Roma);
- La passione d'Alvise (che è poi diventata La passione di Curzio Alvise nella raccolta), pubblicata nel 1899 su "Rivista d'Italia" (Roma).

## Edizioni
- 1ª edizione: Roma, Società editrice Dante Alighieri, 1901